# Delirium Tremens (sör)

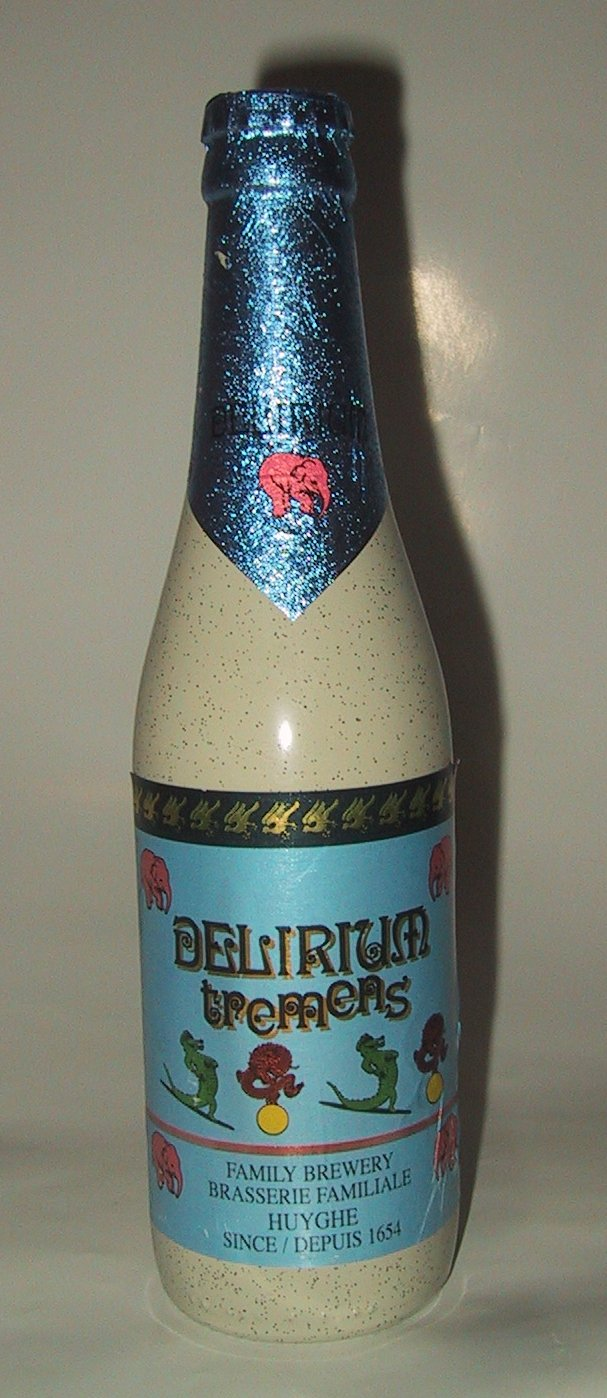
Delirium Tremens - A Rózsaszín elefánt

Delirium Tremens egy belga sör, melyet a Huyghe sörfőzde készít Melle-ben, Belgiumban.

## Történelem
A Delirium Tremenst 1989. december 26-án dobták piacra. Ezen tripelsör három különféle élesztővel készül, és üvege szándékosan emlékeztet a cologne kerámiákra (valójában csupán sima barna üveg átfestve).
1992-ben megalapult a "Confrerie van de Roze Olifant" (A Rózsaszín elefánt testvérisége), melynek célja a Delirium Tremens és a többi melle-i sör hirdetése.

## Évszakos borok
- Delirium Noël (10%)
- Delirium Nocturnum (8,5%)
- Delirium Ultimum (1999)
- Delirium Millennium (2000)
- Delirium Christmas (2006)

## Díjak
Az 1998-as chicagói "World Beer Championships"-en (sörvilágbajnokságon) elnyerte a "Világ legjobb söre" címet.

## Etimológia
A delirium tremens latin kifejezés, "remegő önkívület"-et jelent, mely alkoholmegvonás esetén fellépő állapot.